# Sint-Remigiuskerk (Rukkelingen-aan-de-Jeker)

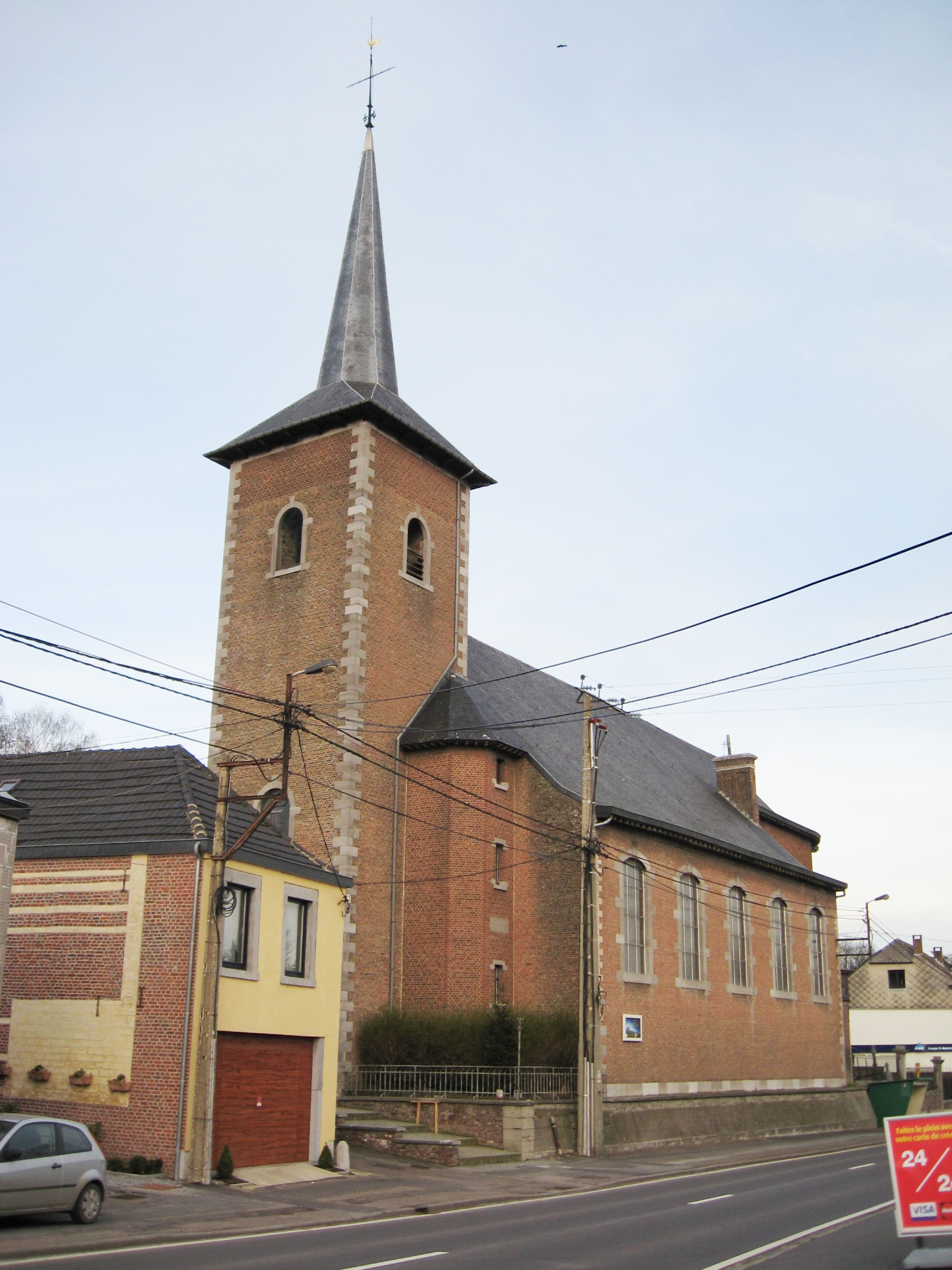
Sint-Remigiuskerk

De Sint-Remigiuskerk (Frans: Église Saint-Remy) is de parochiekerk van Rukkelingen-aan-de-Jeker.

## Gebouw
Deze kerk werd gebouwd in 1780-1781 in classicistische stijl naar ontwerp van de Luikse architect B. Digneffe. Het is een driebeukige bakstenen kerk met voorgebouwde toren, voorzien van natuurstenen hoekbanden en vensteromlijstingen. Het koor is van 1786 en in 1904 werd de toren verhoogd.

## Interieur
De kerk bezit 18e-eeuwse kerkbanken, grafzerken van 1668 en 1766, beelden van Sint-Remigius (begin 16e eeuw) en Sint-Rochus (17e eeuw). Verder een schilderij door Jan Latour (1755), voorstellende de Verrijzenis van Christus.
Het kerkelijk vaatwerk omvat kelken van 1740 en 1771. Er zijn koperen kandelaars uit de 17e eeuw.

## Kerkhof
Op het kerkhof zijn grafstenen van 1590 en 1608, ingemetseld in de muur. Voorts zijn er grafkruisen uit de 17e en de 18e eeuw.